# 1992年スロバキア共和国国民評議会選挙
1992年スロバキア共和国国民評議会選挙は、チェコ・スロバキアを構成するスロバキア共和国の議会であるスロバキア共和国国民評議会（現スロバキア共和国国民議会）を構成する議員を選出するため、1992年6月5日と6日に投票が行われたスロバキアの選挙である。なおチェコ・スロバキアの立法府である連邦議会両院（人民院と国民院）の選挙も同日実施された（→1992年チェコスロバキア連邦議会選挙）。

## 基礎データ
- 選挙権：18歳以上
- 被選挙権：21歳以上
- 議員任期：4年（解散あり）
- 議員定数：150議席
- 選挙区：4選挙区
- 選挙制度：比例代表制

1. 有権者は配布された政党名簿から1つを選択して投票。拘束名簿式であるが、有権者は名簿に記載されている候補者最大4名に対して優先投票（選好投票）をすることも可能。
2. まず選挙区毎にドループ式（最大剰余法）で議席配分。次に各選挙区での未配分議席と未配分票を全国レベルで再集計しドループ式で再配分。
3. 優先投票で一定の得票を得た候補は候補者名簿の上位に移動する。

- 阻止条項：有効投票の5％以上（ただし2～3の政党による連合の場合は7％以上、4以上の政党による連合では10％以上）

出典：国民評議会選挙－1992年および1994年

## 主要政党
- 民主スロバキア運動（HZDS：Hnutie za demokratické Slovensko）
1991年6月に「暴力に反対する公衆」（VPN）からヴラジミール・メチアルを中心とするグループが分離して結成された政党。
- 民主左翼党（SDĽ：Strana demokratickej ľavice）
1990年10月にスロバキア共産党（KSS）が党名をKDS-SDLに変更した後、1991年2月に現在の党名に改称した社会民主主義政党。
- キリスト教民主運動（KDH：Kresťansko-demokratické hnutie）
1990年2月に結成された政党でキリスト教民主主義に立脚している。党首チャルノグスキー（Ján Čarnogurský）は1991年4月から92年6月までスロバキア政府首相を務めている。
- スロバキア国民党（SNS：Slovenská národná strana）　
1990年3月に結成された政党で、スロバキア共和国の自立を主張する民族主義政党。
- ハンガリー人キリスト教民主運動＝共存（MKM-EGY：Maďarské kresťansko-demokratické hnutie, Egyúttélés - Spolužitie - Wspólnota - Soužití）
スロバキア共和国内に居住するハンガリー系住民を中心とした少数民族派の連合体である「共存」（ESWS：Együttélés-Spolužitie-Wspólnota-Soužití）とハンガリー人の中道右派政党「ハンガリー人キリスト教民主運動」（MKDH：Maďarské kresťansko-demokratické hnutie）による連合組織。

## 選挙結果
| 登録有権者 | 3,770,073 |
| 投票者数   | 3,174,436 |
| 投票数     |           |
| 投票率     | 84.20%    |
| 有効投票数 | 3,082,696 |
| 有効投票率 |           |

| 党派もしくは政党連合                         | 得票数    | 得票率 | 議席数 |
| -------------------------------------------- | --------- | ------ | ------ |
| HZDS 民主スロバキア運動                      | 1,148,625 | 37.26% | 74     |
| SDL 民主左翼党                               | 453,203   | 14.70% | 29     |
| KDH キリスト教民主運動                       | 273,945   | 8.89%  | 18     |
| SNS スロバキア国民党                         | 244,527   | 7.93%  | 15     |
| MKM-EGY ハンガリー人キリスト教民主運動＝共存 | 228,885   | 7.42%  | 14     |
| その他                                       | 733,511   |        | 0      |
| 合計                                         | 3,082,696 |        | 150    |

出典：（スロバキア）国民評議会選挙 - 1992年 （6月5～6日）。2011年7月23日閲覧